# VWAP
VWAP (Volume-weighted average price, do inglês Preço médio ponderado por volume), é uma medida de desempenho usada em mercados de capital que mede, como o nome sugere, o preço médio de um determinado ativo financeiro dentro de um período de tempo, ponderado pelo volume negociado.

## Usos
Além de ser um benchmark usado por investidores para avaliar seus retornos, o VWAP é usado ainda como uma métrica para robôs de investimento, e para avaliar a liquidez de um ativo.
Como uma métrica para robôs, o VWAP é calculado a partir de volumes históricos de negociação, sendo amplamente utilizado em bolsas de valores, principalmente no mercado de ações e em ativos com boa liquidez, em especial pela sua facilidade de cálculo e pela semelhança entre níveis históricos e presentes de volume de negociação nesta classe de ativos.

## Fórmula
O cálculo do VWAP se dá, como o nome sugere, pela média dos preços ponderada pelo volume de negócios no período:
{\displaystyle P_{\mathrm {VWAP} }={\frac {\sum _{j}{P_{j}\cdot Q_{j}}}{\sum _{j}Q_{j}}}\,}
Onde:
{\displaystyle P_{j}} é o preço do negócio {\displaystyle j};
{\displaystyle Q_{j}} é a quantidade do negócio {\displaystyle j};